# Kanamardi
Kanamardi es una localidad del municipio de Lääneranna en el condado de Pärnu, Estonia, con una población censada a final del año 2011 de 7 habitantes. 
Se encuentra ubicada al noroeste del condado, cerca de la costa del golfo de Riga y de la frontera con los condados de Rapla y Lääne.